# Jacob Aue Sobol
Jacob Aue Sobol (født 28. september 1976) er en dansk fotograf som er uddannet på Den Europæiske Filmhøjskole fra 1997 til 1998 og på Fatamorgana fra 1998 til 1999.

## Sobol(s)
- blev optaget som prøvemedlem (nominee) i den prestigefyldte fotosammenslutning Magnum i juni 2007 og blev fuldt medlem fra 2012.

- har været bosat i Canada fra 1994 til 1995, på Grønland fra 2000 til 2002 og er for nuværende, 2007, bosiddende og arbejder med fotoreportager i Tokyo, Japan og har tidligere arbejdet i Guatemala.

- billeder og fotoreportager er blandt andet solgt til Museet for Fotokunst, Odense, Det Kongelige Biblioteks Nationale Billedsamling, København og Statens Kunstfond, København.

## Ekstern henvisning
- Sobols hjemmeside Arkiveret 28. november 2007 hos  Wayback Machine